# Channel One Sound System
Pour les articles homonymes, voir Channel One.
Channel One Sound System est un sound system britannique de reggae et dub, originaire de Londres, en Angleterre. Il est composé de Mikey Dread à la sélection, à l'opération et aux effets sonores, de Ras Kayleb, le MC du crew, de Jah T un des propriétaires et d'une bonne équipe de BoxMen pour les aider. Channel One fait partie des pionniers du style UK dub, avec Jah Shaka et Aba Shanti-I. Il est systématiquement présent au festival de Notting Hill, et acquiert une renommée internationale, confirmée par sa présence dans des festivals européens tels que le Rototom.

## Histoire
Les origines du groupe peuvent être retracées en 1973 à Londres, en Angleterre. Le groupe est formé par Mikey Dread et Jah T, qui choisissent le nom de Channel One en hommage au studio jamaïcain homonyme, dont les titres et les différentes sorties régnaient en maître dans les scène dance de cette époque. Inspiré par la croyance de Bob Marley, qui cherche à unir les gens au travers du reggae, Mikey souhaite amener de nouvelles personnes au reggae et au dub, et commence à faire des tournées et à jouer autour d'universités, où il se fait une base solide de fans. La mission de Channel One est de faire tomber les barrières à travers du reggae, en effectuant de nombreuses sessions, dans de nouvelles salles, dans de nouveaux festivals et dans de nombreux pays.  pays en diffusant leur son unique en Australie, en Nouvelle-Zélande, en Israël, en Turquie et en Europe. En 1979, Mikey Dread et son frère Jah T commencent à jouer dans des soirées blues et à de petites soirées locales sous l'œil de leur père, propriétaire lui-même d'un sound system appelé Amiral Bailey Sound.
Channel One Sound System remporte le prix Red Bull Culture Clash en novembre 2010 devant Skream, Benga, Matalheadez and Soul Jazz. Channel One participe aussi en 2012 au Culture Clash, au Stade de Wembley de Londres, notamment contre Major Lazer (avec Usher et Rita Ora). Channel One est le premier sound system reggae à avoir apporté son Sound à Wembley. 
Les différents haut-parleurs personnalisés et fabriqués à la main par le groupe fournissent un son unique, une basse lourde, des médiums percutants et des aigus affutés. La marque de fabrique de Channel One est une sélection de disques pointues (autant des oldies que des dubs récents) joué exclusivement en vinyle ou en acétate (les fameuses Dubplates) et sur une seule platine, accentués par les échos, les sirènes de Mikey et les paroles rasta du MC Ras Kayleb.
En 2022, le groupe fête sa 40e année au festival de Notting Hill.